# Густав Густавсон
Густав Густавсон фон Васаборг (на шведски: Gustaf Gustafsson af Wasaborg) е граф на Васаборг (1637 – 1653), граф на Нюстад (1647 – 1653), шведски военен командир през Тридесетгодишната война, имперски съветник и администратор на манастир Оснабрюк (1634 – 1648).

## Биография
Роден е на 24 май 1616 годинав Стокхолм, Швеция. Той е извънбрачен син на шведския крал Густав II Адолф (1594 – 1632), крал на Швеция от 1611 г., и Маргарета Слотс/Кабиляу.
Още десетгодишен е записан в университета в Упсала. През 1630 г. той отива при Густав Адолф в Германия и се записва на 6 август 1632 г. в университета във Витенберг, заедно с неговия дворцов майстер (praefectus morum) Херман Майер фон Мюнценброк. През октомври 1632 г. му дават почетната титла Rector magnificus на университета. Той обаче не остава дълго, а постъпва в шведската войска. През 1633 г., на седемнадесет години, той се отличава в битката при Олдендорф и командва шведската войска, която окупира манастир Оснабрюк. Той изгонва епископ Франц Вилхелм фон Вартенберг и под натиска на шведския имперски съвет през януари 1634 г. катедралният капител го определя като администратор. Той резидира в замък Ибург, където и днес стои неговият портрет при княжеските епископи. Густав ръководи епископството от януари 1634 до края на 1650 г. От 1643 г. резидира във Фьорден.
През 1637 г. е издигнат в благородническото общество като фон Васабург (af Vasaborg). Кралица Кристина прави полубрат си през 1647 г. на граф фон Нюстад.
През 1643 г. град Оснабрюк е обявен за неутрален град и той остава шведската войска да се отдръпне. Поради Вестфалския мир Густав трябва да освободи територията на манастира, което трае до 1650 г. Обещани са му 80 000 талери, които трябва да му се платят на равни части от княжеския епископ и трите съвети на манастира и той получава шведското господство Вилдесхаузен и Хунтлозен, където си построява един дворец.
През 1645 г. става губернатор на Естония, а от 1646 г. шведски имперски съветник. През 1649/1650 г. кандидатства безуспешно за службата адмирал на шведския флот. Той се връща обратно в Германия и умира във Вилдесхаузен на 25 октомври 1653 г. Трупът му е закаран през август 1654 г. в Стокхолм и е погребан там в негова капела „Ридархолмскиркан“.

## Фамилия
Густав Густавсон фон Васаборг се жени ок. 1640 г. за графиня Анна София фон Вид-Runlel-Нойвид (* 3 септември 1616; † 1694), дъщеря на граф Херман II фон Вид-Нойвид (1581 – 1631) и графиня Юлиана Доротея фон Золмс-Хоензолмс (1592 – 1649). Те имат децата:
- Кристина фон Васаборг (* 1644; † 9 септември 1709), омъжена за Волмар Врангел от Линдеберг (* 1 ноември 1641 Стокхолм; † 27 декември 1675), шведски фрайхер и офицер, брат на Карл Густав Врангел
- Густаф (* 23 май 1645; † 28 януари 1646)
- Шарлота (* Ест 1650; † погребана 24 юни 1655)
- Густав Адолф фон Васаборг (* 21 април 1653; † 4 юли 1732, Вилдесхаузен), граф на Васаборг, офицер, женен за Ангелика Катарина фон Лайнинген-Вестербург (* 24 април 1663; † ок. 1740), дъщеря на граф Георг Вилхелм фон Лайнинген-Вестербург (1619 – 1695) и графиня София Елизабет фон Липе-Детмолд (1626 – 1688)
- София (* 3 май 1654; † 8 август 1654)